# ماثيو بيكر
ماثيو بيكر (بالإنجليزية: Matthew Baker)‏ هو مغني ومغني أوبرا أسترالي، ولد في القرن العشرين في سيدني في أستراليا.